# Лос-Тохос
Лос-Тохос (ісп. Los Tojos) — муніципалітет в Іспанії, у складі автономної спільноти Кантабрія. Населення — 442 осіб (2009).
Муніципалітет розташований на відстані близько 310 км на північ від Мадрида, 49 км на південний захід від Сантандера.
На території муніципалітету розташовані такі населені пункти: Барсена-Майор, Коррепоко, Саха, Ель-Тохо, Лос-Тохос (адміністративний центр).

## Демографія
Динаміка населення (INE ):

## Галерея зображень

Розташування муніципалітету
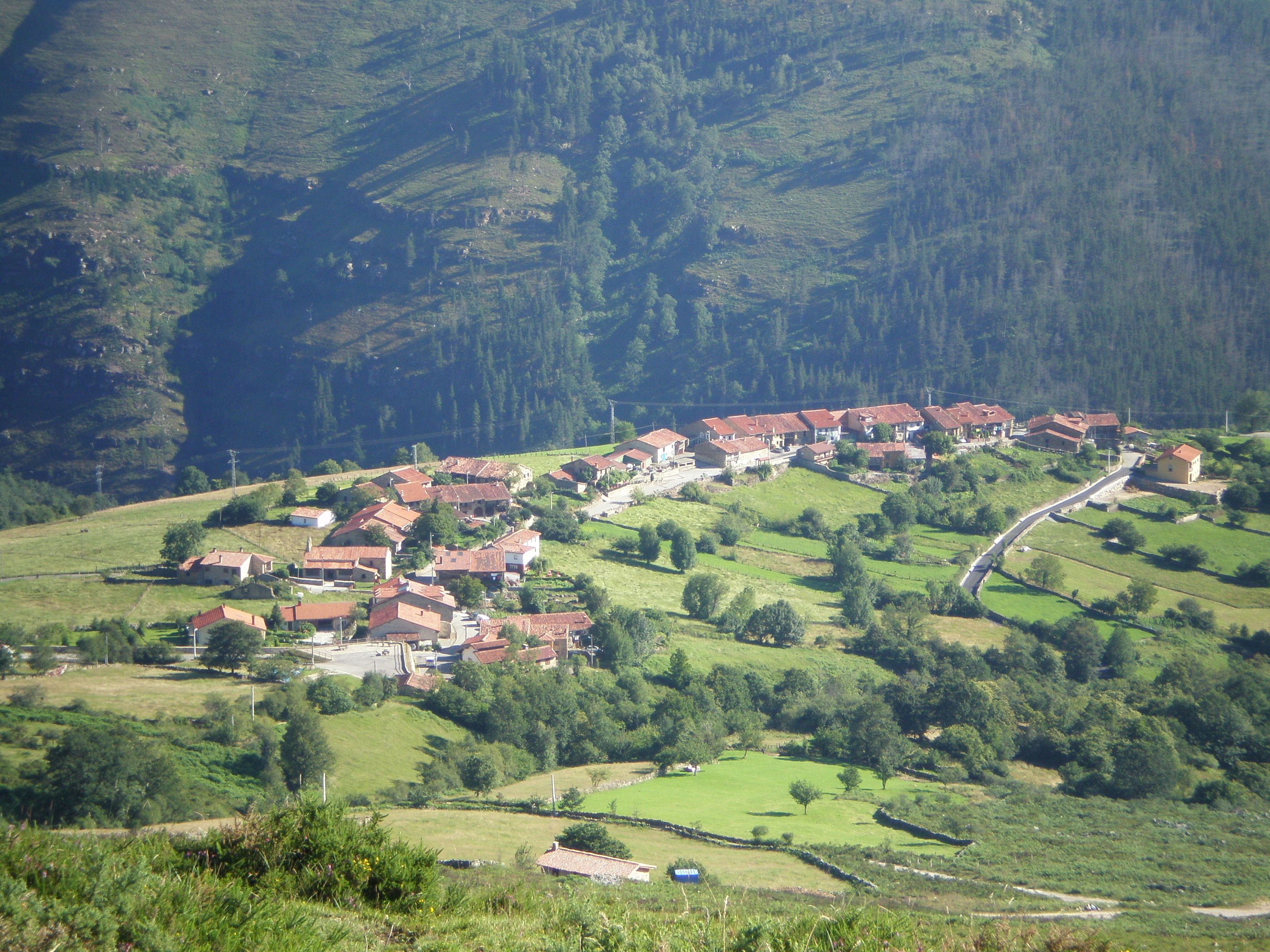
Лос-Тохос